# Io sono Murple
Io sono Murple è un album dei Murple pubblicato nel 1974.

## Tracce

### LP
(1974, BASF Fare, 20 23137-F)
Lato A
Testi e musiche di Duilio Sorrenti, Pino Santamaria, Pier Carlo Zanco, Roberto Marsala.
1. Antartide
2. Metamorfosi
3. Pathos
4. Senza un perché
5. Nessuna scelta
6. Murple rock

Lato B
Testi e musiche di Duilio Sorrenti, Pino Santamaria, Pier Carlo Zanco, Roberto Marsala.
1. Preludio e scherzo
2. Tra i fili
3. Variazioni in 6/8
4. Fratello
5. Un mondo così
6. Antarplastic

## Formazione

### Gruppo
- Pino Santamaria – voce solista, chitarra elettrica, chitarra acustica, chitarra a 12 corde, cori
- Pier Carlo Zanco – voce solista, organo, pianoforte, sintetizzatore Eminent, contrabbasso, cori
- Mario Garbarino – basso, bongos, triangolo
- Duilio Sorrenti – batteria, gong, congas, timbales

### Produzione
- Roberto Marsala – produzione
- Impiglia e Mancini – design copertina album originale
- Franco Vitale – foto copertina album originale[2]